# John Reeve
John Reeve (* 7. November 1937 in Birmingham, England) ist ein ehemaliger Bobfahrer und Skirennläufer von den Amerikanischen Jungferninseln.

## Biografie
John Reeve gehörte im Alter von 50 Jahren der ersten Winter-Olympiamannschaft der Amerikanischen Jungferninseln bei den Olympischen Winterspielen 1988 in Calgary an. Zusammen mit dem 49-jährigen John Foster belegte er im Zweierbob-Wettbewerb den 38. und letzten Rang.
Reeve war außerdem für das Riesenslalomrennen gemeldet, trat den Wettkampf jedoch nicht an.